# نيرة شوشة
نيرة محمد إبرهيم محمد شوشة أكاديمية مصرية، تعمل أستاذًا مُساعدًا بقسم علم النفس بكلية الآداب في جامعة القاهرة. كما تعمل في الوقت الراهن أستاذًا مساعدًا زائرًا بمعهد الدوحة الدراسات العليا. ينصب اهتمامها بوضع المرأة في المجتمعات العربية، الدراسات عبر الثقافات، التحليل النوعي والكمي، دراسات النوع الاجتماعي والجندري، وجودة العلاقات الاجتماعية. حازت جائزة الدولة التشجيعية عام 2023 عن فرع التربية وعلم النفس.
تشغل منصب مدير مجلة ومحرر رئيسي لكل من مجلة أبحاث العلوم الاجتماعية والإدارة (JRSSEM) بإندونيسيا، ومجلة الاقتصاد والتكنولوجيا والأعمال (JETBIS). كما عملت مُراجعًا في كل من المجلة الدولية لنظرية التنظيم والسلوك (IJOTB) التابعة لمجموعة إميرالد للنشر، المجلة الأمريكية لعلم النفس التطبيقي بالولايات المتحدة الأمريكية، والمجلة الدولية للعلوم الإنسانية والاجتماعية (IJHSSR)، بالهند.

## التعليم
تخرجت شوشة عام 2007 في قسم علم النفس بكلية الآداب، جامعة القاهرة، شعبة علم النفس الاجتماعي. حصلت على دبلوم علم النفس التطبيقي عام 2008. ثم نالت درجة الماجستير من الجامعة ذاتها عام 2013 ودرجة الدكتوراه في علم النفس الاجتماعي عام 2018، إضافة إلى ماجستير تحليل البيانات بكلية الدراسات والبحوث الاحصائية بجامعة القاهرة.

## الجوائز
- جائزة الدولة التشجيعية عام 2023 عن فرع التربية وعلم النفس ببحث عنوانه Relationship Between Perceived Workplace Envy and Job Performance in Egypt: Moderating Effect of Self-Esteem.[9]